# Die Päpstin (Film)
Die Päpstin ist ein Historiendrama des Regisseurs Sönke Wortmann aus dem Jahr 2009. Der Film basiert auf dem historischen Roman Die Päpstin der US-amerikanischen Schriftstellerin Donna Woolfolk Cross aus dem Jahr 1996 und schildert die im Hochmittelalter entstandene Legende von der Päpstin Johanna, die im 9. Jahrhundert den Heiligen Stuhl besetzt haben soll.
Die Päpstin wurde 2008 für geschätzte 22 Millionen Euro produziert und am 19. Oktober 2009 in Berlin welturaufgeführt.
Kinostart in Deutschland war am 22. Oktober 2009. Der Film spielte weltweit über 27 Millionen US-Dollar ein (Stand zum 8. Juni 2010), davon allein in Deutschland über 25 Millionen US-Dollar (Stand 14. Februar 2010).
2010 wurde er in vier Kategorien für den Deutschen Filmpreis nominiert (Beste Nebendarstellerin – Jördis Triebel, Szenenbild, Kostüme, Tongestaltung). Die Deutsche Film- und Medienbewertung FBW in Wiesbaden verlieh dem Film das Prädikat besonders wertvoll.
Am 19. Dezember 2011 zeigte Das Erste den Film in der verlängerten Version erstmals im öffentlichen Fernsehen.

## Inhalt

### Handlung
Im Jahr 814, kurz nach dem Tod Karls des Großen, kommt in Ingelheim am Rhein ein Mädchen namens Johanna zur Welt. Sie ist die Tochter des dortigen Dorfpriesters, der nicht glücklich darüber ist, weiblichen Nachwuchs zu bekommen. Der Vater herrscht mit harter Hand über seine Frau, die heimlich zu Wotan betet, und die gemeinsamen Kinder. Johanna ist schon als junges Mädchen sehr wissbegierig und redegewandt. Sie überredet ihren älteren Bruder Matthias, sie lesen und schreiben zu lehren; als Vorlage dient ihnen dabei die Bibel mit ihren lateinischen Texten. Nach Matthias’ plötzlichem Tod will der Vater seinen zweiten Sohn Johannes zur Domschule in Dorstadt schicken, doch zeigt sich Johanna beim Besuch des Lehrers Aesculapius in Ingelheim wesentlich fähiger im Umgang mit der Heiligen Schrift als ihr Bruder: Sie ist nicht nur in der Lage, den lateinischen Text zu verstehen, sondern bietet außerdem mehrere Deutungen der gelesenen Schrift. Gegen den Willen des Vaters unterrichtet Aesculapius das Mädchen und zeigt ihr literarische Werke wie die Odyssee.
Als ein Gesandter des Bischofs eintrifft, um Johanna an die Domschule zu holen, behauptet ihr Vater, es liege ein Irrtum vor, und lässt stattdessen Johannes mitreiten. Johanna flieht nachts aus ihrem Elternhaus und holt ihren Bruder ein, dessen Begleiter inzwischen ermordet worden ist. Gemeinsam gelangen sie nach Dorstadt, wo Johanna den Bischof mit ihrer forschen Art beeindruckt. Er veranlasst, dass die Geschwister vom Mönch Odo in dessen Klasse aufgenommen werden, obwohl dieser dem Mädchen gegenüber sehr ablehnend auftritt. Unterstützung erhält das Mädchen vom Grafen Gerold, der es in seinem Haus aufnimmt und sich in die heranwachsende Frau verliebt. Einige Zeit später muss der Graf an der Seite Kaiser Lothars I. in den Krieg ziehen, woraufhin seine Gattin Richilde versucht, sich der Rivalin zu entledigen, indem sie Johanna verheiratet. Während der Vermählung fallen jedoch die Normannen in der Stadt ein und veranstalten ein Gemetzel, bei dem sowohl Johannes als auch Gerolds Frau und Kinder den Tod finden. Johanna überlebt nur, da sie sich versteckt hält.
Als sie erwacht, deutet sie ihr Überleben als göttliche Fügung und entschließt sich, die Identität ihres ermordeten Bruders anzunehmen. Aus dessen Besitz nimmt sie ein Dokument an sich, mit dem der Bischof angewiesen worden war, Johannes im Falle seines Scheiterns in die Schule des Klosters Fulda zu schicken. Sie kürzt ihre Haare, bindet sich die Brust flach und tritt als „Bruder Johannes Anglicus“ in das Benediktinerkloster ein. Sie beeindruckt die anderen Mönche mit ihren Kenntnissen der Heilkunde und heilt eine Frau und deren Kinder von einer Hautkrankheit. Dabei erkennt sie die Begabung deren ältesten Sohns Arn und ermöglicht ihm den Besuch der Klosterschule. Eines Tages erhält sie Besuch von ihrem vergreisten Vater, der einen tödlichen Schock erleidet, als er erkennt, dass ihm nicht sein Sohn Johannes gegenübersteht. Kurze Zeit später breitet sich das Fieber im Kloster aus, woran auch Johanna erkrankt. Sie widersetzt sich einer Entkleidung für Fieberwickel und flieht, damit niemand ihr wahres Geschlecht erkennt.
Johanna treibt in einem Boot einen Fluss hinab und wird zufällig von Arn gerettet, der es dank ihres Unterrichts zu Wohlstand gebracht hat. Sie genest, unterrichtet dessen Tochter Arnalda und beschließt nach einiger Zeit, sich wieder als Mann zu verkleiden und zu einer Pilgerreise nach Rom aufzubrechen. Dort erwirbt sie sich mit ihren heilkundlichen Kenntnissen bald einen guten Ruf als Medicus und steigert ihr Ansehen noch, als es ihr gelingt, den amtierenden Papst Sergius II. mit pflanzlichen Heilmitteln von der Gicht zu befreien. Der Heilige Vater ernennt sie zu seinem Leibarzt und später zu seinem Nomenklator, ohne zu ahnen, dass es sich um eine Frau handelt. Schließlich bedroht Kaiser Lothar I. den Papst, da dieser seine Wahl nicht von ihm bestätigen ließ, und zieht mit seinem Heer nach Rom, um Sergius zu unterwerfen. In seinem Gefolge kommt auch Gerold in die Stadt. Durch eine hydraulische Vorrichtung, die Johanna zusammen mit Gerold nach einer alten griechischen Anleitung einst schon einmal in kleinem Maßstab gebaut hatte, schließt sich nun das große Tor des päpstlichen Palastes selbständig vor Lothars Soldaten, was diese als göttliches Zeichen deuten. Lothar muss sich dem Papst beugen. Gerold erkennt Johanna wieder und gesteht ihr seine Zuneigung, doch diese ist zunächst zwischen ihrer weiblichen und männlichen Identität hin- und hergerissen.
Währenddessen spinnt der ehemalig Nomenklator Anastasius, der mit Lothar verbündet ist, eine Intrige, an deren Ende der Mord an Papst Sergius stehen soll. Der Anschlag ist erfolgreich, weshalb sich das Volk versammelt, um durch Akklamation einen Nachfolger zu wählen. Da Johanna und Gerold davon ausgehen, Anastasius werde die Wahl gewinnen, planen sie, Rom zu verlassen. Da erfahren sie, dass Johanna zum Stellvertreter Christi bestimmt wurde. In ihrem Pontifikat präsentiert sie sich als wohltätiger Papst und hilft sowohl den Armen als auch den Frauen. Außerdem ernennt sie Gerold zum Kommandanten des päpstlichen Heeres. In ihren Gebeten fragt sie sich, warum nicht ein Leben als Gottesdienerin und ihr privates Glück zugleich möglich sein sollen, und trifft sich heimlich mit Gerold. Die intimen Treffen bleiben nicht ohne Folgen, und plötzlich gerät sie durch ihre Schwangerschaft in Gefahr. Gerold versucht sie zur sofortigen Flucht zu überreden, sie jedoch möchte unbedingt noch bis zum Osterfest durchhalten. Bei der Osterprozession locken die Verschwörer auf Anastasius’ Geheiß Gerold in eine tödliche Falle. Fast gleichzeitig erleidet Johanna auf der Straße eine Fehlgeburt und stirbt.
Anastasius erklärt sich zu ihrem Nachfolger, wird aber bald danach vom römischen Volk abgesetzt und in ein Kloster verbannt. Dort verfasst er den Liber Pontificalis, ein Verzeichnis aller Päpste, mit Ausnahme von Johanna. Viele Jahre später sucht Bischof Arnaldo, der sich am Ende des Films als Arnalda, Arns Tochter, herausstellt, nach der Geschichte der Päpstin Johanna, um wenigstens ein Exemplar mit einem um ihre Geschichte ergänzten Liber Pontificalis für die Nachwelt zu erhalten. Diese Nachforschungen des Bischofs Arnaldo bilden die Rahmenhandlung des Films.

### Unterschiede zum Roman
Im Buch erlebt Johanna die Pontifikate Papst Sergius’ II. und Leos IV. am Hofe mit, ehe sie selbst zum Nachfolger des Letzteren gewählt wurde. Für den Film wurden die beiden Pontifikate von Johannas Vorgängern zu einem verschmolzen, so dass Leo IV. im Film nicht auftaucht. Ähnlich den beiden Päpsten werden diverse Nebenfiguren am Papsthof verschmolzen: Benedikt, der Bruder und Stellvertreter Sergius’, wurde im Film durch Anastasius ersetzt, wahrscheinlich um diesen Charakter eher einzubringen.
Im Gegensatz zum Film verbringt Johanna ihre erste gemeinsame Nacht mit Gerold im Buch nicht an einem Fluss, sondern in einem leerstehenden Haus. Dies bleibt auch ihre einzige gemeinsame Nacht, während der Film vermuten lässt, dass es mehrere Liebesnächte gab. Außerdem wird im Film die Beziehung zwischen Johanna und Gerold in ihrer Kindheit nur kurz abgehandelt, während es im Buch ein Bindeglied zwischen ihnen gibt, einen von Gerold und Johanna aufgezogenen Wolf namens Lukas. Dieser wird nach Gerolds Abreise von Richhild getötet und damit symbolisch die letzte Bindung des Liebespaares für Jahre getrennt.
Im Buch wird Johannas Geheimnis vor dem Ende nur dreimal aufgedeckt: 1. Durch ihren Vater bei dessen Besuch in Fulda. 2. Durch Arn, nach der Flucht aus dem Kloster. 3. Durch Gerold nach seiner Ankunft in Rom. In keinem der drei Fälle offenbart sich Johanna selbst. Im Film dagegen offenbart sich Johanna selbst ihrem Vater gegenüber, und es stellt sich heraus, dass ihr Mentor Bruder Benjamin im Kloster zu Fulda über ihre wahre Identität Bescheid weiß.
Im Film stirbt der Haushofmeister Arighis nicht, wohingegen er sich im Buch während des Pontifikates Papst Leos IV. in einem verheerenden Brand dessen Bauprojekts, der Leoninischen Mauer, für Papst Leo opferte. Weiterhin hatte Arighis im Buch nie das Amt des päpstlichen Nomenklators inne. Der Nachfolger Arighis’ ist im Buch ein Junge namens Waldipert, der für den Bischof Arsenius (Vater des Anastasius) arbeitet und Leo vergiftet. Im Film ist Waldipert der Kammerdiener Sergius’, steht allerdings auch in Arsenius’ Diensten. Von Waldiperts Ermordung erfährt man in der Verfilmung nichts. Im Buch ist Renatus der Diener Sergius’ und nicht Johannas. Ebenso wird Zelestinus im Film nicht erwähnt, während er im Buch am päpstlichen Hof der Kammerdiener ist.
Besonders auffallend ist auch, dass in der Verfilmung auf das im Roman als besonders charakteristisch dargestellte, weißblonde Haar Johannas verzichtet wurde. Stattdessen hat die erwachsene Darstellerin Johannas (Johanna Wokalek) dunkelbraunes Haar, während die beiden Jungdarstellerinnen noch blondes Haar haben.
Generell werden im Film viele Ereignisse chronologisch anders angeordnet als im Roman. Einige Ereignisse wie zum Beispiel Johannas Heirat werden zeitlich nach hinten versetzt: Im Roman ist sie 14 Jahre alt, während sie im Film etwa 18–19 Jahre alt ist. Andere Ereignisse werden vorgezogen wie der Vorschlag, Nicephoros zum Bischof zu ernennen, der im Roman in das Pontifikat Johannas fällt, während er im Film schon zur Zeit von Sergius’ Pontifikat stattfindet.

## Produktion
Die lange Produktionsgeschichte des Films wurde von finanziellen und personellen Widrigkeiten geprägt.
Seit 1999 bemühte sich Oscar-Preisträger Volker Schlöndorff um die Verfilmung von Donna Cross’ Roman, zunächst mit den Produktionsfirmen UFA und Senator, nach Insolvenz der Senator 2004 mit Bernd Eichinger und der Constantin Film. Der Anfang 2007 endlich geplante Drehstart platzte nach einer Absage John Goodmans, welcher am Ende aber doch im Film mitspielt. Im folgenden Sommer führte ein Beitrag Schlöndorffs in der Süddeutschen Zeitung, der sich kritisch mit Produktionen befasste, die für Kino und Fernsehen zugleich hergestellt werden, zu seiner Entlassung. Stattdessen wurde Sönke Wortmann mit der Regie beauftragt. Kurz darauf ersetzte man die zunächst für die Hauptrolle vorgesehene Franka Potente durch Johanna Wokalek. Das Budget der Produktion lag bei geschätzten 22 Millionen Euro.
Die Dreharbeiten begannen Anfang August 2008 auf der Burg Querfurt in Sachsen-Anhalt und dauerten bis November 2008. Weitere Drehorte waren der nordrhein-westfälische Ort Schmidtheim sowie der Kreuzgang der Landesschule Pforta und die Stiftskirche St. Cyriakus in Gernrode. Die Szenen, die in Rom spielen, entstanden im marokkanischen Ouarzazate.
Der Spielfilm gehört zu den sogenannten Amphibienfilmen; es wurde neben einer Kinofassung eine längere Fernsehfassung erstellt.

## Kritik
Katharina Dorn vom Focus lobt die authentische Gestaltung des Mittelalters und attestiert dem Regisseur „ein sensibles Gespür für historische Stoffe. […] Wortmann gelingt es, einen Spannungsbogen aufzubauen, der die Zuschauer immer wieder mitreißt, auch wenn manche Entwicklungen vorherzusehen sind.“
Hannah Pilarczyk kritisiert bei Spiegel Online „die Wahl eines Erzählers“, wodurch dem Film „die innere Perspektive der Johanna“ fehle. „Sönke Wortmann verpatzt seine Chance zu einem großen Historienfilm – und mutet seiner Hauptdarstellerin einen grotesken Geschlechterspagat zu.“
Margret Köhler stellt fest, dass alles „solide und trotz aller Blutrünstigkeit etwas blutleer seinen Gang“ gehe. „[…] die Kamera verbringt manchmal kleine Wunderwerke, entwirft Bilder wie Gemälde, aber man hätte sich ein letztes Quäntchen Mut und Radikalität gewünscht bei dieser Ausnahmepersönlichkeit, von der noch Claudia Roth etwas lernen könnte.“
Georg Fahrion vom Stern meint, es würden „sich wohl nur Literaten daran stören, dass die Charaktere ziemlich eindimensional daherkommen“. Der Film sei „opulentes Popcornkino, unterhaltsam und grandios gefilmt“.
Das Lexikon des internationalen Films meinte: „Die weitschweifige, aufs Gefällige zielende Adaption malt das Mittelalter in dunklen Farben, vor denen sich die Leidensgeschichte der Titelfigur plastisch abhebt. Aufwändig, aber höchst konventionell inszeniert, zeigt das Melodram kein sonderliches Interesse an den mit dem Stoff verbundenen Diskursen.“
Rüdiger Suchsland sieht in seiner Kritik in Telepolis nur eines positiv: „Der einzige kleine, kurze Lichtblick hier ist John Goodmans Auftritt als Papst. Goodman weiß, dass er in einem schlechten Film ist, findet sich in wackeligen Pappkulissen unter einem schlechten Regisseur wieder und versöhnt sich damit, weil er einfach macht, was er will, seinen eigenen Film erfindet.“
2010 wurde er in vier Kategorien für den Deutschen Filmpreis nominiert (Beste Nebendarstellerin – Jördis Triebel, Szenenbild, Kostüme, Tongestaltung). Die Deutsche Film- und Medienbewertung FBW in Wiesbaden verlieh dem Film das Prädikat besonders wertvoll.

## Historischer Hintergrund
Den zeitlichen Hintergrund der Geschichte bilden die nach dem Tod Ludwigs des Frommen (840) tobenden Erbstreitigkeiten zwischen seinen Nachkommen (Lothar, Pippin und Ludwig) und die Einfälle der Normannen ins Frankenreich. 841 kommt es zur Schlacht von Fontenoy zwischen Lothar und seinen beiden jüngeren Brüdern, die in Lothars Niederlage endet. Im Vertrag von Verdun 843 wird das Frankenreich in ein West-, Ost- und ein Mittelreich aufgeteilt. Lothar erhält als Kaiser das Mittelreich, das von der Nordseeküste bis nach Rom reicht. Nach seinem Tod wird das Mittelreich auf Ludwig II. (Italien), Lothar II. (Lothringen) und Karl (Burgund, Provence) aufgeteilt.

### Forschungsbefund zur Existenz der Päpstin
Die Existenz einer Päpstin Johanna ist historisch nicht belegt. Angaben zu ihrem Leben erscheinen vereinzelt in Chroniken (insbesondere in Martin von Troppaus „Chronicon pontificum et imperatorum“), und selbst diese wurden erst nachträglich im 13. Jahrhundert hinzugefügt. Selbst wenn die moderne Geschichtsschreibung mehrheitlich von einer Legende spricht, wird das Phänomen in großem Rahmen untersucht; von Lexikonartikeln (Lexikon des Mittelalters, Lexikon für Theologie und Kirche, Biografisch-Bibliografisches Kirchenlexikon) bis hin zu monographischer Fachliteratur.
Der Film versucht mit der Einbettung der eigentlich legendären Geschichte in historische Ereignisse und Orte Authentizität und Quellentreue zu suggerieren. So leitet die Erzählerin die Geschichte mit dem Eintrag Johannas in die Chronik der Päpste ein, das als prominentes und handlungsimmanentes Medium für eine Authentisierung und Kontextualisierung sorgen soll. Im Lauf der Geschichte werden immer wieder historische Quellen, Ereignisse (Normanneneinfälle, Thronstreitigkeiten, Schlacht bei Fontenoy) und Personen (Päpste, Kaiser) als Zeugen für die „Echtheit“ der Legende aufgerufen.

### Historische Ungenauigkeiten
Legende
- Die Legende der Päpstin Johanna erscheint erstmals in der Chronica universalis Mettensis von Jean de Mailly Mitte des 13. Jahrhunderts. Im Film veröffentlicht der Bischof Arnaldo ihre „Geschichte“ im ‚liber pontificalis‘ bereits 40 Jahre nach ihrem Tod, A.D. 887.

Ausstattung
- Die Langobarden haben über viele Jahre hinweg Rom geplündert und zerstört. Die Kulissen Roms stammen aber höchstwahrscheinlich aus der römischen Kaiserzeit und sind dementsprechend prächtig. Der päpstliche Audienzraum ist ein ehemaliger Versammlungsort des Senats, ausgekleidet mit Marmor und Säulen. Auch die Kleider der Bischöfe sind nach antikem Vorbild gefertigt.
- Die Klosterkirche zu Fulda wurde zwischen 791 und 819 nach dem Vorbild des alten Petersdoms in Rom erbaut. Die „Filmkirche“ Gernrode ist dagegen ein romanisches Bauwerk aus dem Jahr 959.

Handlungen
- Der liber pontificalis entstand bereits 530. Anastasius III. (Gegenpapst 855) überarbeitete und ergänzte den ersten Teil, abgeschlossen wurde es im 9. Jahrhundert. Es beschreibt außerordentliche Taten der jeweiligen Päpste, nicht aber deren Biographien. Im Film fertigt Anastasius, als Johannas Gegenspieler, das Buch im Exil an, unterschlägt ihr Pontifikat aber aus Rache. Vervollständigt wird es vom Bischof von Paris Arnaldo um 887.
- Die Schlacht von Fontenoy (841) und der Vertrag von Verdun (843) sind im Film vor 840 angesetzt.
- Die Hochzeitszeremonie entspricht einer heutigen Messe mit Weihrauch, weißen Gewändern und Ministranten.
- Die Harnschau wird von der St. Galler Klostergeschichte für den Arzt Notger in der Mitte des 10. Jahrhunderts überliefert.[13]

Gesprochene Sprache
- Obwohl die geographisch-kulturellen Unterschiede innerhalb und zwischen den Reichen sehr groß waren, sprechen die Menschen dieselbe Sprache und unterscheiden sich in keiner (kulturellen) Weise. Diese Tatsache könnte auf eine Lingua franca hinweisen, aber das wird nicht explizit erklärt. Im gelehrten, oralen Diskurs wird Latein (und die griechische Schrift) mit englischem Akzent gesprochen, die Sprache ist aber artifiziell und rhetorisch (Buchsprache). Der Glaube an Gott und den göttlich vorbestimmten Lauf der Welt wird in jeden Satz integriert und so verdeutlicht („Wenn Gott es will“ etc.).

Diskurs
- Aesculapius sagt während eines Gesprächs mit Johannas Vater: Cogito, ergo Deus est. was zum Leitmotiv Johannas wird. → Cogito, ergo sum. (René Descartes, 1596–1650)
- Die Menge ruft während Lothars Kniefall vor Sergius: Deus vult!. Dies ist der Leitspruch der Kreuzzüge im 11. Jahrhundert auf der Synode von Clermont unter Papst Urban II.
- Im 9. Jahrhundert ist der Papst der Stellvertreter Petri und nicht Christi. Sergius und Johanna bezeichnen sich jedoch beide als Stellvertreter Christi.

Bühnenmusik
- Aufgrund fehlender Quellen (Noten, Aufführungsberichte) aus dem 9. Jahrhundert ist es schwierig, eine Aufführungssituation (Instrumente, Musik, Ausführende) an einem bischöflichen Hof (Dorstadt) darzustellen. Gesichert ist die Überlieferung griechischer Musiktheorie und (instrumentaler) Musikpraxis im römischen Reich dank Darstellungen und literarischen Zeugnissen. Eine eigenständige Instrumentalmusik entsteht aber erst in der Spätrenaissance, im Mittelalter ist sie (improvisierter) Teil einer vokalen Praxis (z. B. Liedbegleitung von Troubadours). Spielleute im festen Dienst am Hofe (Ménestrels) mit den (im Film) authentisch dargestellten Instrumenten (Tuba, Aulos, Tympanon, Leier, Fiedel, Orgel) sind erst im Hochmittelalter sicher belegt.

## Hörfilm
Im Jahr 2010 erstellten der Bayerische Rundfunk sowie die Constantin Film eine Hörfilmfassung des Films für Fernsehausstrahlungen sowie zur Veröffentlichung auf DVD und Blu-Ray. Die von Beate Himmelstoß gesprochene Bildbeschreibung erhielt 2011 den deutschen Hörfilmpreis.